# Ang Lee
Ang Lee (en chino, 李安; pinyin, Lǐ Ān; Pingtung, 23 de octubre de 1954) es un director de cine taiwanés, cuya obra es conocida por su carga emocional y la exploración de emociones reprimidas y ocultas. A lo largo de su carrera, ha recibido elogios internacionales de crítica y público, así como numerosos galardones, entre ellos tres premios de la Academia, cuatro BAFTA y tres Globos de Oro. En 2003, Lee ocupó el puesto 27 entre los 40 mejores directores de The Guardian.
Estudió teatro en la Universidad de Illinois en Urbana-Champaign e hizo su máster en la Tisch School of the Arts de la Universidad de Nueva York, donde en 1984 realizó una película titulada Fine Line como tesis. Fue compañero de clase de Spike Lee.
Lee saltó a la fama dirigiendo películas como Pushing Hands (1991), El banquete de bodas (1993) y Eat Drink Man Woman (1994), que exploraban las relaciones y conflictos entre la modernidad y la tradición, Oriente y Occidente. Las tres películas fueron un éxito de crítica tanto en su Taiwán natal como a escala internacional. Sus obras también tienden a tener un tono de comedia ligera que marca una ruptura con el realismo trágico que caracteriza el cine de Taiwán tras el fin del período de ley marcial en los años 1990. Fue el primero en introducir temas homosexuales en el cine asiático y también fue pionero en las películas de artes marciales de gran presupuesto en Hollywood.
Su irrupción en Hollywood se produjo con el aclamado drama costumbrista Sense and Sensibility (1995), que fue también su primera película íntegramente en inglés. Posteriormente recibió dos veces el Oscar al Mejor Director por el drama romántico Brokeback Mountain (2005) y el drama de supervivencia La vida de Pi (2012). Ha dirigido películas de muy diversos géneros, como el drama La tormenta de hielo (1997), el drama de artes marciales Crouching Tiger, Hidden Dragon (2000), el blockbuster de superhéroes Hulk (2003) y el drama de espionaje erótico Lust, Caution (2007).

## Primeros años y educación
| "la formación de un individuo decide su percepción del mundo, especialmente las cosas que suceden antes de que uno tenga 20 años, así que como no fue a EE UU hasta los 23, "haga lo que haga, absorba lo que absorba fuera [de Taiwán], mi naturaleza sigue siendo muy taiwanesa.... Mi yo básico fue crecer aquí, mezclado con muchas otras cosas. Taiwán es así. Dondequiera que ruede mi película, es una película taiwanesa". |

Ang Lee nació en el seno de una familia Waishengren, en una aldea de dependientes militares de las Fuerzas Armadas de la República de China, situada en Chaochou, Pingtung, un condado agrícola del sur de Taiwán. Los padres de Lee se trasladaron tras el final de la guerra civil china en 1949 desde De'an, provincia de Jiangxi en China continental a la Taiwán. Creció en un hogar en el que se daba mucha importancia a la educación.
Lee estudió en la escuela provincial Tainan First Senior High School (ahora National Tainan First Senior High School), donde su padre era el director. Se esperaba que aprobara el examen anual conjunto de acceso a la universidad, la única vía de acceso a la educación universitaria en la República de China. Pero tras suspender el examen dos veces, para decepción de su padre, ingresó en una universidad de tres años, la Escuela Nacional de Arte (ahora reorganizada y ampliada como Universidad Nacional de Arte de Taiwán), y se graduó en 1975. Su padre quería que fuera profesor, pero él se interesó por el teatro y las artes en la universidad. Esta temprana frustración orientó su carrera hacia las artes escénicas. Ver la película de Ingmar Bergman El manantial virgen (1960) fue una experiencia formativa para él.

## Trayectoria
En 1992 se da a conocer internacionalmente en un film sobre un anciano que no sabe/puede adaptarse a la vida occidental moderna (Manos que empujan), y obtiene la etiqueta de "prometedor". Al año siguiente, presenta una película que afianza su carrera y le revela como uno de los máximos exponentes de su generación dentro del cine taiwanés: la coproducción El banquete de bodas, en la que revela una frescura inusual y es galardonado con el Oso de Oro en el 43.º Festival de Cine de Berlín, recibiendo además la nominación a Mejor película en idioma extranjero en los Globos de Oro y los Oscars de ese año.
Su siguiente producción va a consagrarle a nivel mundial: Comer, beber, amar (1994). Le proporciona uno de sus mayores éxitos personales, logrando que su universo cinematográfico trascienda el film de cintas coetáneas que fracasaban en mayor o menor medida en su intento por conjugar las culturas oriental-occidental dentro de historias intimistas y familiares donde se da la consabida ruptura-dominación por la tradición (Cómete una taza de té de Wayne Wang, 1988, es un buen ejemplo). La película vuelve a recibir una doble nominación tanto en los Globos de Oro como en los Oscars, y 5 premios en Taiwán, incluyendo a Mejor Director.
En 1995, Lee dirigió el clásico Sentido y sensibilidad, recibiendo su segundo Oso de Oro en el Festival de Cine de Berlín, así como 7 nominaciones a los Oscars. Después de esta, Lee dirigió otras dos películas en Hollywood: The Ice Storm (1997) y Ride with the Devil (1999). Aunque los críticos alabaron ambas obras, no tuvieron gran éxito en taquilla.
En 1999, Hsu Li-kong invitó a Lee a realizar una película basada en el tradicional género de ‘wuxia’. Entusiasmado por la oportunidad de cumplir uno de sus sueños de niño, Lee formó un equipo para producir la película El tigre y el dragón / Wò hǔ cáng lóng (2000). La película fue un éxito a nivel mundial, y recibió 10 nominaciones e los Oscars, premios en los que acabó ganando el de Mejor Película en Lengua Extranjera y 3 premios técnicos.
En 2003, Lee volvió a Hollywood para dirigir Hulk. Aunque la película recibió críticas de todo tipo, fue un éxito a nivel financiero.
Por Brokeback Mountain ganó el León de Oro del Festival de Venecia del 2005, así como el Globo de Oro a Mejor Director. 
Su siguiente película, Deseo, peligro, le permitió repetir éxito de nuevo en Venecia en 2007. En 2009 estrenaría la película La vida de Pi, una adaptación de la novela del mismo nombre escrita por Yann Martel. Dicha película le valió el Oscar a Mejor Director.
Sus siguientes películas serían Billy Lynn's Long Halftime Walk (2016) y Géminis (2019), una cinta con Will Smith como protagonista, rodada en 4K, a 120 fotogramas por segundo y en el que se utilizó la tecnología 3D+. 
En 2013, el presidente de Taiwán, Ma Ying-jeou, le condecoró con la Orden de la Estrella Brillante con Cordón Especial, el máximo rango por la difusión internacional de Taiwán y el importante impulso que dio a la industria cinematográfica local, convirtiéndose en la primera persona del mundo de la cultura que logra esta distinción desde que se creó la condecoración.

## Carrera

### 1991-1994: Películas internacionales
La trilogía 'Father Knows Best
Pushing Hands (1992) fue un éxito de crítica y taquilla en Taiwán. Recibió ocho nominaciones en el Golden Horse Film Festival, el principal festival de cine de Taiwán. Inspirado por el éxito, Hsu Li-kong colaboró con Lee en su segunda película, El banquete de boda (1993), que ganó el Oso de Oro en el 43 Festival Internacional de Cine de Berlín y fue nominada al Mejor película de habla no inglesa tanto en los Globo de Oro como en los Premios de la Academia. En total, esta película recogió once premios taiwaneses e internacionales y convirtió a Lee en una estrella en ascenso. Estas dos primeras películas se basaban en historias de estadounidenses de origen chino, y ambas se rodaron en Estados Unidos.
En 1994, Hsu invitó a Lee a regresar a Taiwán para rodar Eat Drink Man Woman, una película que retrata los valores tradicionales, las relaciones modernas y los conflictos familiares en Taipéi. La película fue un éxito de taquilla y fue aclamada por la crítica. Por segundo año consecutivo, la película de Lee recibió la nominación a la mejor película de habla no inglesa tanto en los Globos de Oro como en los premios de la Academia, así como en los Premios de la Academia Británica (BAFTA)s. Eat Drink Man Woman ganó cinco premios en Taiwán y a escala internacional, incluido el de Mejor Director del Independent Spirit.
Las tres películas muestran a la familia confuciana en peligro y están protagonizadas por el actor taiwanés Sihung Lung para formar lo que se ha denominado la trilogía "Father Knows Best" de Lee.

### 1994-2012: Éxito y aclamación

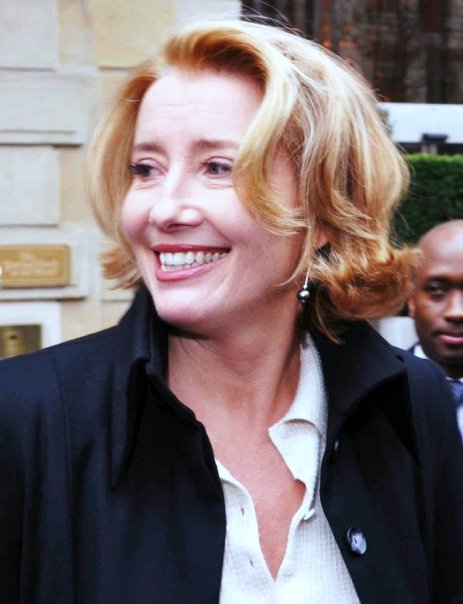
Con la ayuda de la guionista y actriz Emma Thompson, Lee adaptó Sense and Sensibility (1995).

En 1995, Lee dirigió para la empresa Columbia TriStar el clásico británico Sense and Sensibility basado en la novela de Jane Austen [Sentido y sensibilidad], basada en la novela homónima de Jane Austen. Con ella, Lee ganó por segunda vez el Oso de Oro en el Festival de Berlín. Fue nominada a siete Oscar y ganó el Oscar al mejor guion adaptado para la guionista Emma Thompson, que también protagonizó la película junto a Alan Rickman, Hugh Grant y Kate Winslet. Sentido y sensibilidad también ganó el Globo de Oro a la mejor película dramática. Thompson ha descrito la experiencia de trabajar con Lee en su primera película en inglés, señalando lo sorprendido que se quedaba Lee cuando los actores le hacían preguntas o sugerencias, algo que, según Thompson, no es habitual en la cultura china. Una vez superada esta disyuntiva, Thompson recordaba habérselo pasado "de maravilla porque sus notas eran tan brutales y divertidas". Janet Maslin de The New York Times elogió la adaptación de Lee escribiendo: "El señor Lee busca algo más ampliamente accesible, una comedia costumbrista chispeante, colorida y totalmente contemporánea. Lo consigue de forma tan agradable que Sentido y sensibilidad iguala en diversión a Clueless', basada en Austen".
Después de esto, Lee siguió dirigiendo en Hollywood. Realizó La tormenta de hielo (1997), un drama ambientado en los suburbios estadounidenses de los años setenta, protagonizado por Kevin Kline, Sigourney Weaver, Joan Allen y Tobey Maguire. La película compitió en el Festival de Cannes de 1997 por la Palma de Oro. Recibió el Premio del Festival de Cannes al Mejor Guion. Angie Errigo de Empire elogió la película escribiendo: "Ang Lee parece incapaz de hacer una película menos que sobresaliente" y añadiendo: "La verdadera belleza de esta película es la forma en que Ang Lee cambia su historia de farsa sexual a drama juvenil y a trágica desesperación con la ayuda de un reparto perfecto".
Lee rodó otra película, el drama revisionista del Oeste Cabalga con el diablo (1999), ambientada en la Guerra de Secesión estadounidense. La película, protagonizada por Tobey Maguire, Skeet Ulrich y Jeffrey Wright, recibió críticas dispares y fue un fracaso de taquilla. Entertainment Weekly la describió como "extrañamente poco atractiva" y la "cérea acumulación amarilla de serio buen gusto sella a cada personaje de nuestro acceso. Estos estadounidenses no son figuras de acción; son figuritas de colección". Durante un tiempo, esto interrumpió la ininterrumpida popularidad de Lee -tanto entre el público general como entre los aficionados al cine de autor - desde su primer largometraje. Sin embargo, a finales de los años 90 y en la década de 2000, La tormenta de hielo tuvo un alto índice de ventas y alquileres de VHS y DVD, así como repetidas proyecciones en la televisión por cable, lo que ha aumentado la popularidad de la película entre el público. En 1999, Hsu Li-kong, antiguo socio y partidario de Lee, le invitó a rodar una película basada en el género tradicional "wuxia" sobre las aventuras de artistas marciales en la antigua China. Entusiasmado por la oportunidad de hacer realidad su sueño de la infancia, Lee reunió a un equipo de Estados Unidos, Taiwán, Hong Kong, Malasia y China continental para Crouching Tiger, Hidden Dragon (2000). La película estuvo protagonizada por Chow Yun-fat, Michelle Yeoh y Zhang Ziyi y sorprendió por su éxito en todo el mundo. Con diálogos en chino y subtítulos en inglés, la película se convirtió en la película extranjera más taquillera en muchos países, incluidos Estados Unidos y el Reino Unido. La crítica alabó la película. Michael Rechtshaffen, de The Hollywood Reporter, elogió a Lee: "En su primer trabajo en chino desde Eat Drink Man Woman, de 1994, Ang Lee prueba un poco de artes marciales, con resultados asombrosamente estimulantes". Y añade: "Una épica romántica arrolladora con una fuerte espina dorsal feminista, esta entretenida [película] también cuenta con una generosa oferta de secuencias de acción que hacen que Matrix parezca pintoresca en comparación."
 La película fue nominada a 10 Premios de la Academia incluyendo Mejor Película, Mejor Película de Habla no Inglesa y Mejor Director. Acabó ganando el Mejor Película en Lengua Extranjera y tres premios técnicos.

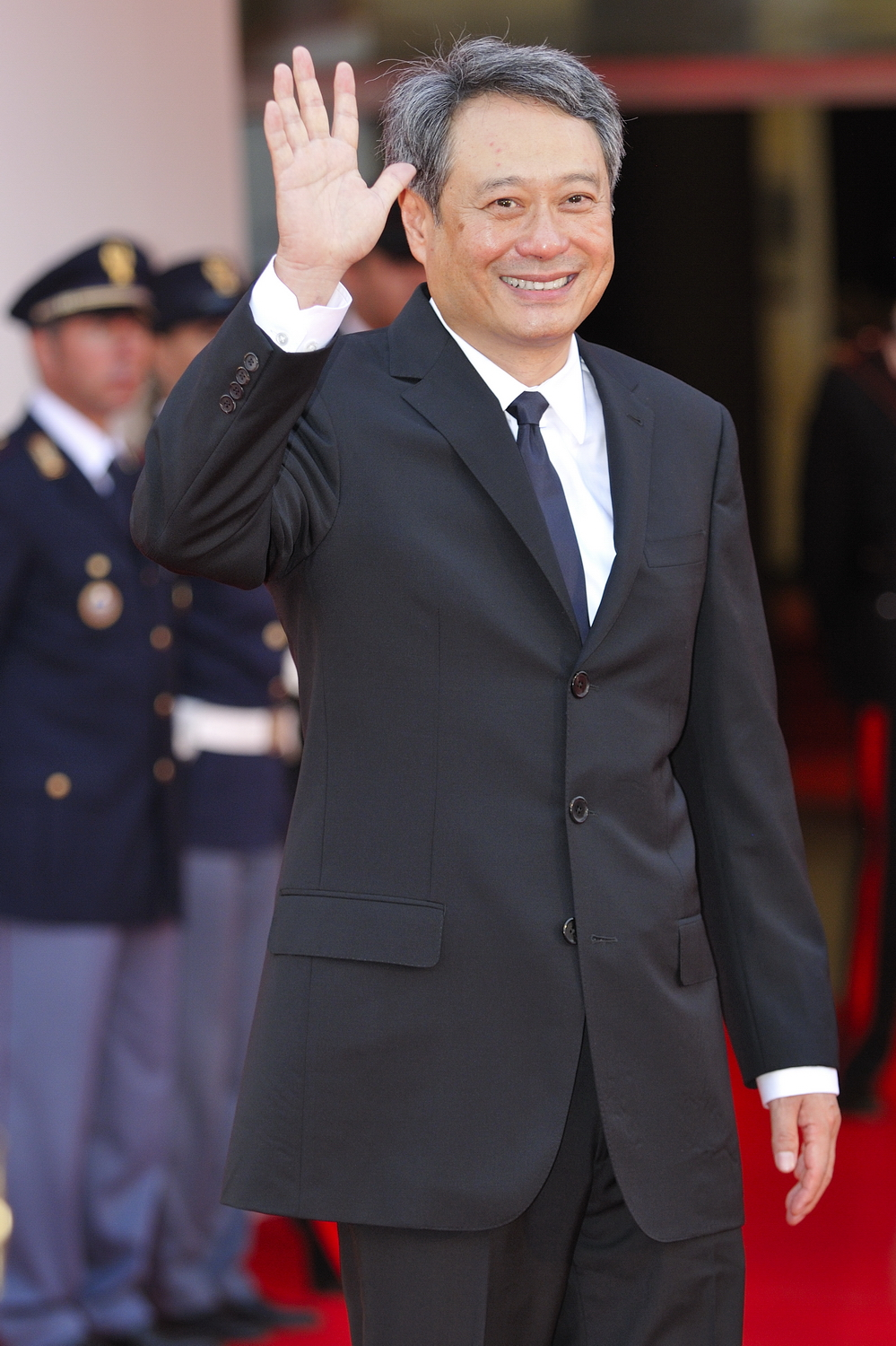
Ang Lee en el Festival Internacional de Cine de Venecia en 2009

En 2003, Lee regresó a Hollywood para dirigir la película de superhéroes Hulk, su segunda película de gran presupuesto tras la decepción del estreno restringido de Cabalga con el diablo. La película fue producida por Universal Pictures en colaboración con Marvel Entertainment. Fue protagonizada por Eric Bana como Bruce Banner / The Hulk con actuaciones secundarias de Jennifer Connelly, Sam Elliott y Nick Nolte. La película recibió críticas mixtas, aunque fue un éxito financiero, recaudando más de 245 millones de dólares en taquilla. Tras el revés, Lee pensó en retirarse antes de tiempo, pero su padre le animó a seguir haciendo películas. Roger Ebert hizo una crítica positiva de la película, escribiendo: "Lee intenta abordar realmente los problemas de la historia de Hulk, en lugar de limitarse a efectos visuales descerebrados".

## Filmografía
- Manos pujantes (1992)
- El banquete de bodas (1993)
- Comer, beber, amar (1994)
- Sense and Sensibility (1995)
- La tormenta de hielo (1997)
- Cabalga con el diablo (1999)
- Wò hǔ cáng lóng (2000)
- Hulk (2003)
- Brokeback Mountain (2005)
- Lust, Caution (2007)
- Taking Woodstock (2009)
- Life of Pi (2012)
- Billy Lynn's Long Halftime Walk (2016)
- Gemini Man (2019)

## Premios y distinciones
Premios Óscar
| Año  | Categoría                          | Película            | Resultado |
| ---- | ---------------------------------- | ------------------- | --------- |
| 1994 | Mejor película de habla no inglesa | El banquete de boda | Nominado  |
| 1995 | Mejor película de habla no inglesa | Comer, beber, amar  | Nominado  |
| 2001 | Mejor película de habla no inglesa | Tigre y dragón      | Ganador   |
| 2001 | Mejor película                     | Tigre y dragón      | Candidato |
| 2001 | Mejor director                     | Tigre y dragón      | Candidato |
| 2006 | Mejor director                     | Brokeback Mountain  | Ganador   |
| 2013 | Mejor película                     | Life of Pi          | Candidato |
| 2013 | Mejor director                     | Life of Pi          | Ganador   |

Premios Globo de Oro
| Año  | Categoría                           | Película              | Resultado |
| ---- | ----------------------------------- | --------------------- | --------- |
| 1995 | Mejor director                      | Sense and Sensibility | Candidato |
| 2000 | Mejor película en lengua no inglesa | Wò hǔ cáng lóng       | Ganador   |
| 2000 | Mejor director                      | Wò hǔ cáng lóng       | Ganador   |
| 2006 | Mejor director                      | Brokeback Mountain    | Ganador   |
| 2008 | Mejor película en lengua no inglesa | Lust, Caution         | Candidato |
| 2013 | Mejor película - Drama              | Life of Pi            | Candidato |
| 2013 | Mejor director                      | Life of Pi            | Candidato |

Premios BAFTA
| Año  | Categoría                           | Película              | Resultado |
| ---- | ----------------------------------- | --------------------- | --------- |
| 1995 | Mejor película                      | Sense and Sensibility | Ganador   |
| 1995 | Mejor director                      | Sense and Sensibility | Candidato |
| 2000 | Mejor película en lengua no inglesa | Wò hǔ cáng lóng       | Ganador   |
| 2000 | Mejor director                      | Wò hǔ cáng lóng       | Ganador   |
| 2005 | Mejor director                      | Brokeback Mountain    | Ganador   |
| 2013 | Mejor director                      | Life of Pi            | Candidato |

Festival Internacional de Cine de Venecia
| Año  | Categoría   | Película       | Resultado |
| ---- | ----------- | -------------- | --------- |
| 2007 | León de Oro | Deseo, peligro | Ganador   |

Festival Internacional de Cine de Berlín
| Año  | Categoría  | Película              | Resultado |
| ---- | ---------- | --------------------- | --------- |
| 1993 | Oso de oro | El banquete de bodas  | Ganador   |
| 1996 | Oso de oro | Sense and Sensibility | Ganador   |